# Майкл Джеймісон
Майкл Джеймісон  (англ. Michael Jamieson, 5 серпня 1988) — британський плавець, олімпійський медаліст.

## Виступи на Олімпіадах
| Олімпіада   | Дисципліна                    | Місце |
| ----------- | ----------------------------- | ----- |
| Лондон 2012 | плавання на 100 метрів брасом | 9     |
| Лондон 2012 | плавання на 200 метрів брасом | 2     |
| Лондон 2012 | комплексна естафета 4 × 100   | 4     |